# Róna Lajos (újságíró, 1869–1942)
Róna Lajos, 1893-ig Roth Lajos (Győrsziget, 1869. augusztus 17. – Budapest, 1942. július 20.) újságíró, lapszerkesztő, Róna Éva (1907–1986) irodalomtörténész, műfordító apja.

## Élete
Roth Beni és Stern Kati fiaként született zsidó családban. Tanulmányait a pannonhalmi Szent Benedek-rend Győri Főgimnáziumában kezdte, azonban apja – aki jómódú kereskedő volt – tönkrement, így fel kellett hagynia a tanulással. A következő négy évet inasként a győri Grosz Gusztáv-féle nyomdában töltötte inasként. 1887–88-ban kisebb budapesti nyomdákban alkalmazták betűszedőként. 1889–90-ben Ruzicska Ármin antikvárius üzletében dolgozott. 1891-ben felvették a Képviselőházba írnoknak, ahol az ülésszak végéig maradt. Ezt követően a Budapesti Hírlap kiadóhivatalában kapott állást, ahol tizenkét évet töltött és ez idő alatt Rákosi Jenő vette pártfogásába. 1896-ban megbízták a Nemzetközi Hírlapíró-kongresszus irodai szervezési munkálataival. 1903 júliusában megvette a Sas Ármin elhalálozásával előadásra került Mészárosok és Hentesek Lapja kiadói jogának háromnegyedét, melyet Haber Samuval közösen szerkesztett és adott ki. 1905-ben felvették a Magyar Szakírók Egyesületébe, 1906-tól pedig választmányi tag lett a Magyar Újságkiadók Országos Szövetségében. A Pesti Izraelita Hitközség Szabolcs utcai Kórházában hunyt el végbélrák következtében.
A Kozma utcai izraelita temetőben nyugszik (23-20-4).

## Családja
Felesége Wirkmann Gizella (1871–1960) volt, Wirkmann Adolf és Heiduschka Rozália lánya, akit 1901. február 3-án Zsebelyen vett nőül.
Gyermekei:
- Róna Emma (1902–?), férje Nágel József (1893–?) vegyészmérnök.
- Róna Ilona (1904–1992)
- Róna Éva (1907–1986), férje Elek Pál (1894–1963) banktisztviselő.

## Művei
- Az ujság. Ujságírás, ujságkiadás. (Sajó Aladárral, Budapest, 1902)